# 穆利 (阿列日省)
穆利（法語：Moulis）是法国阿列日省的一个市镇，属于圣吉龙区（Saint-Girons）圣吉龙县（Saint-Girons）。该市镇2009年时的人口为761人。

## 人口
穆利人口变化图示
| 数据来源：INSEE |